# Lactoria diaphana
Lactoria diaphana és una espècie de peix de la família dels ostràcids i de l'ordre dels tetraodontiformes.

## Morfologia
- Els mascles poden assolir 34 cm de longitud total.[5][6]

## Alimentació
Menja invertebrats bentònics.

## Depredadors
És depredat per Alepisaurus ferox.

## Hàbitat
És un peix de clima tropical i associat als esculls de corall que viu entre 8-50 m de fondària.

## Distribució geogràfica
Es troba a Namíbia i des de Sud-àfrica fins a Indonèsia, l'illa de Pasqua, el Perú, el sud del Japó, Hawaii, el sud de Califòrnia, Nova Caledònia, Nova Gal·les del Sud (Austràlia) i les illes Kermadec.

## Observacions
És verinós per als humans.